# Јођи (Козенца)
Јођи је насеље у Италији у округу Козенца, региону Калабрија.
Према процени из 2011. у насељу је живело 236 становника. Насеље се налази на надморској висини од 449 м.